# Grigra
Grigra je pleme američkih Indijanaca koje je u ranom 18. stoljeću živjelo na St. Catherine Creeku u Mississippiju, u blizini Natchez Indijanaca. Grigre, za koje je poznato da su imali tek jedno selo (Gris ili Gras), pripadali su po svoj prilici porodici Tonikan. Pleme je još u rano doba bilo adoptirano od Natcheza, pa im je i povijest identična s njihovom. Populacije je, prema John Rreed Swantonu, (1944.) između 1720-1725. iznosila kojih 60 ratnika.

## Vanjske poveznice
- Grigras